# Eleanor Emlen Myers
Eleanor „Ellie“ Cope Emlen Myers (* als Eleanor Cope Emlen am 5. Januar 1925 in Philadelphia; † Dezember 1996 in Tamworth) war eine US-amerikanische Fotografin, die sich auf die Fotografie archäologischer Anlagen und Strukturen, insbesondere von Luftbildern, spezialisiert hatte.

## Leben und Leistungen
Eleanor Myers wurde auf Seiten beider Eltern in alteingesessene Quäker-Familien Philadelphias geboren und wuchs mit vielen Cousins und Cousinen in einer naturverbundenen und Sport liebenden Großfamilie auf. Ihr Vater Arthur Cope Emlen war Landschaftsarchitekt und passionierter Vogelkundler, Edward Drinker Cope war ihr Großonkel. Das Haus der Emlens war angefüllt mit naturwissenschaftlichen Sammelobjekten und Büchern. Auch Eleanor Myers, ihre beiden Schwestern und der Bruder waren im späteren Leben Hobby-Naturforscher, vor allem Vögel hatten es ihr angetan. Als sie in der 8. Klasse einmal eine seltene Unterart einer Grasmücke entdeckt hatte, wurde das sogar von der Lokalpresse aufgenommen. Während des Zweiten Weltkriegs arbeitete sie als Helferin in einem Internierungslager für japanische US-Amerikaner, wo sie vor allem mit den Kindern arbeitete. Sie war ab 1948 mit J. Wilson Myers verheiratet. Einen Monat nach der Hochzeit segelten beide auf einem Schiff nach Deutschland, um im Rahmen des American Friends Service Committee in  Ludwigshafen zu arbeiten. Auch hier kümmerte sie sich vor allem um Kinder, half bei der Versorgung mit Winterkleidung, organisierte eine Betreuung für Kinder arbeitender Mütter und baute mit Buchspenden aus der Schweiz eine Bibliothek für Kinder auf. Nach der Rückkehr in die USA arbeitete sie, selbst gerade junge Mutter, zunächst im Kindergarten der Walden School in Berkeley. Sie war sowohl Mitgründerin als auch erste Schatzmeisterin der John Woolman School in Grass Valley. Nach er Erlangung ihres Master-Titels in Kindererziehung arbeitete sie beim Michigan Department of Social Services, wo sie in den Fußstapfen ihrer Großmutter Kindertagesstätten inspizierte.
1973 kamen Eleanor und J. Wilson Myers während eines 14 Monate andauernden Campingtrips mit ihren drei Söhnen durch Nordamerika und Europa erstmals mit der Archäologie in Berührung. 1974 trafen sie in Griechenland mit Michael H. Jameson, J. Wilson Myers früheren Griechisch-Professor, zusammen, der in Porto Cheli, dem antiken Halieis als Unterwasserarchäologe forschte. Aus dem geplanten einwöchigen Aufenthalt wurden zwei Monate und die Aufnahme in die Grabungsmannschaft. Schnell lernte sie Griechisch, wie auch schon Deutsch bei ihrem Aufenthalt in Deutschland 1948. Nachdem ein Konzept erstellt wurde, das vom Department of Humanities der Michigan State University angenommen wurde, verließ Eleanor Myers nach 20 Jahren ihre Tätigkeit im Bildungsbereich und wandte sich – als Autodidaktin – der archäologischen Fotografie zu. Nachdem 1976 ein Projekt zur Luftbildarchäologie, bei der die wichtigsten archäologischen Stätten Kretas aufgenommen werden sollten, begann, leistete sie in der Folgezeit Pionierarbeit. Hier machte sie mit Hilfe eines Prallluftschiffes Aufnahmen aller wichtigen archäologischen Strukturen auf Kreta. Aus den Arbeiten wurde nach fünfjähriger Arbeit ein 1992 veröffentlichter Atlas der Stätten zusammengestellt. Zudem wurde aus ihren Aufnahmen ein Referenz-Archiv der archäologischen Stätten Kretas erstellt. Weitere derartige Arbeiten führte Myers in Griechenland, Italien, der Türkei, Israel und Jordanien durch. 22 Jahre lang weilte das Ehepaar in den Sommermonaten bei archäologischen Grabungen. Neben dem Atlas war sie auch an weiteren Publikationen beteiligt. Obwohl keine ausgebildete Archäologin, wurde sie aufgrund ihrer Leistungen Wissenschaftliche Mitarbeiterin (research fellow) des Department of Archaeology der Boston University. Sie war Mitglied des Archaeological Institute of America und Präsidentin des Regionalverbandes von Zentral-Michigan. Ihre Fotoarbeiten wurden unter anderem an der University of California at Berkeley, der Princeton University, im  St. Louis Art Museum (1979, 1992), im Vancouver Museum (1991) und Montshire Museum of Science (1988) ausgestellt.
1996, 48 Jahre nach ihrem Aufenthalt in Deutschland, weilten Eleanor und J. Wilson Myers mit einem Dutzend weiterer US-amerikanischer Helfer aus der Nachkriegszeit auf Einladung von Roman Herzog in Deutschland. Herzog erklärte, dass dies der Dank für die geleistete Hilfe sei, die auch er in Anspruch genommen hatte. Im Mai 1996 wurde bei Eleanor Myers ein Hirntumor entdeckt, an dem sie Ende des Jahres verstarb.

## Publikationen (Auswahl)
- mit J. Wilson Myers und Gerald Cadogan: The Aerial Atlas of Ancient Crete. University of California Press/Thames & Hudson, Los Angeles/London 1992, ISBN 0-520-07382-7.